# Escultura a la Terminal d'autobusos de Manresa
L'Escultura a la Terminal d'autobusos de Manresa és una escultura mòbil de l'escultor, pintor, gravador, muralista i vitraller de les segones avantguardes, Francesc Fornells-Pla (Bcn, 1921-1999), marit de la també artista, Conxa Sisquella. Data de l'any 1982, i forma part d'una sèrie d'escultures mòbils monumentals a l'espai públic que també es troben als municipis de Badalona (1981) i Girona (1984).

Es troba al municipi de Manresa (Bages) i està inclosa en l'Inventari del Patrimoni Arquitectònic de Catalunya.

## Descripció
Aquesta escultura fou el resultat d'una innovadora experiència consistent en la síntesi de l'escultura, el mòbil i el vitrall. Sobre una petita peanya quadrangular de ciment s'aixeca una estructura metàl·lica seguint generalment la forma d'una piràmide de base quadrada, però amb peus. Pintada de negre, té un eix rotatori a la part superior que suporta un conjunt de plaques orientades en diferents direccions amb vidres transparents de colors. Els vidres són blancs, grocs i vermells. L'acció del vent o el desplaçament de l'espectador fa que es pugui observar la relació d'aquests colors primaris i se'n obtinguin els secundaris.

## Galeria d'imatges

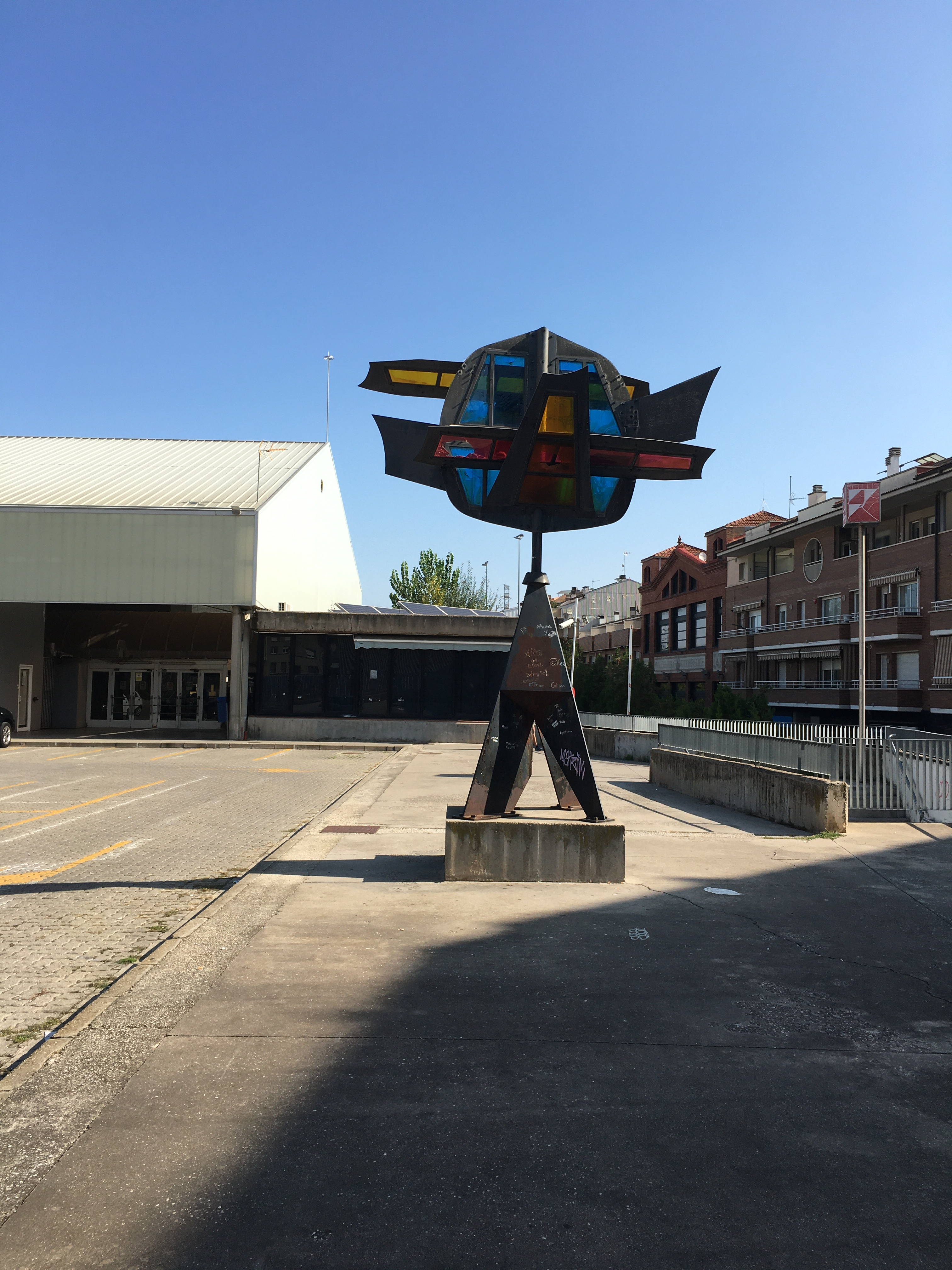
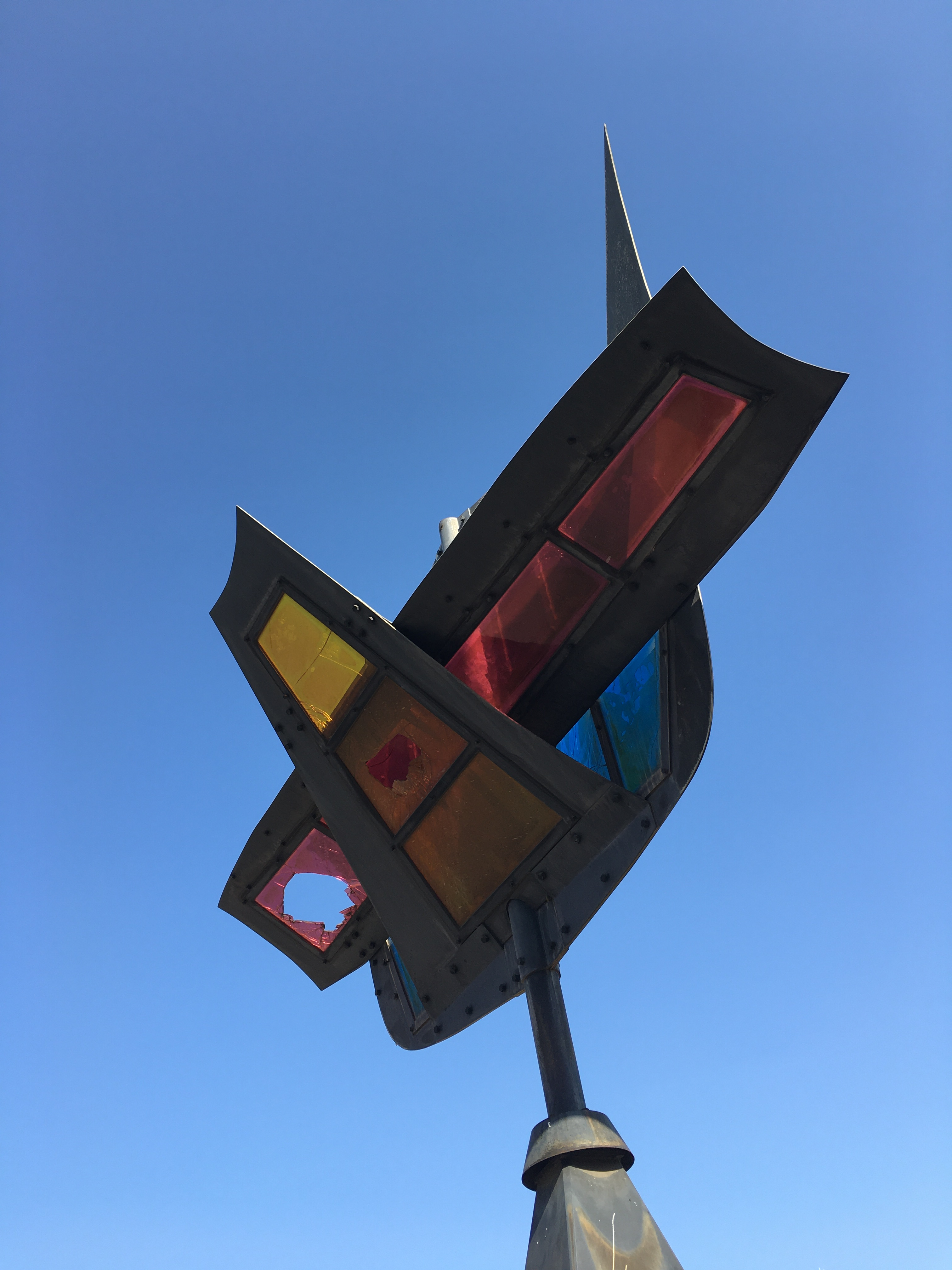
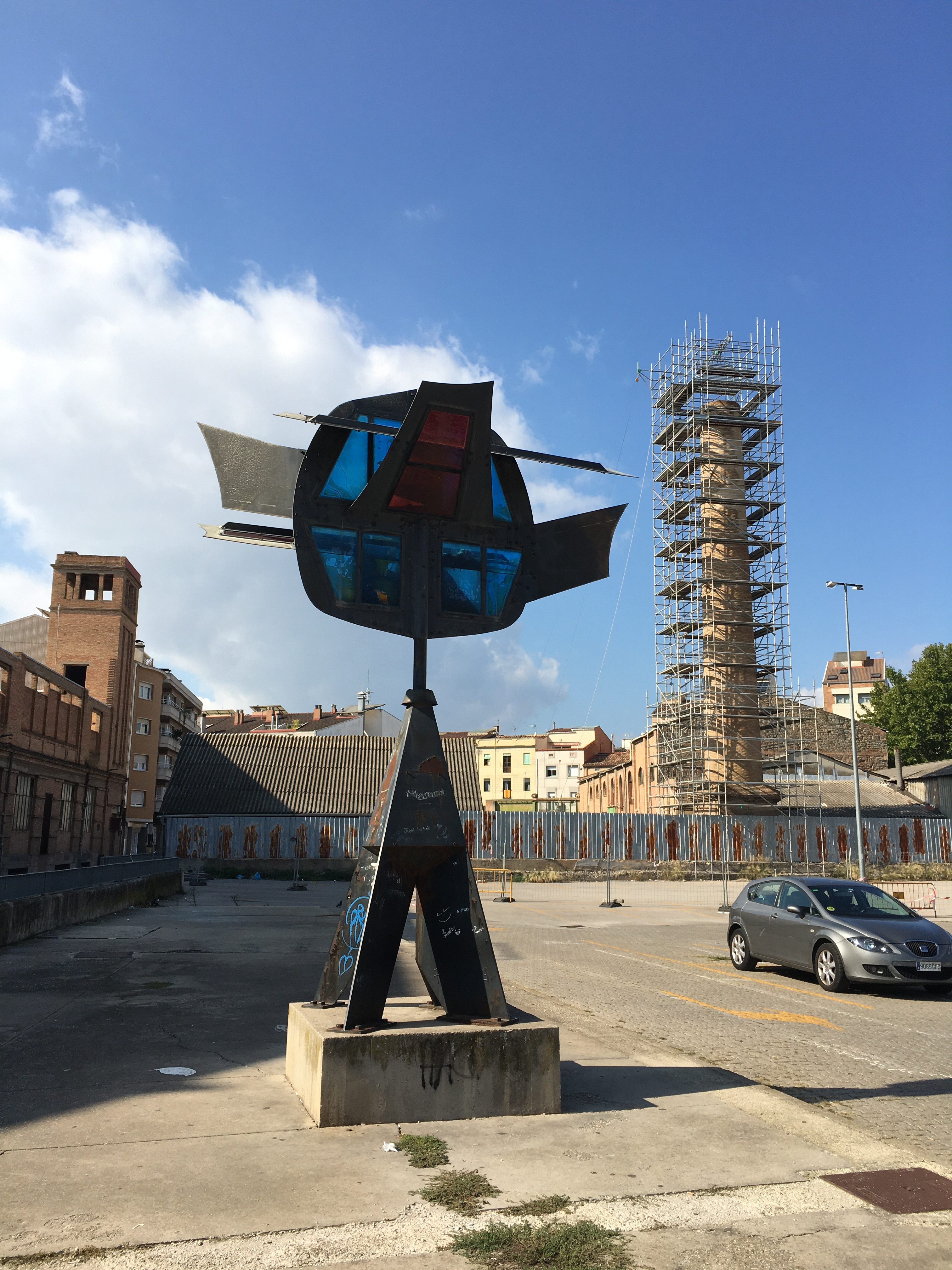
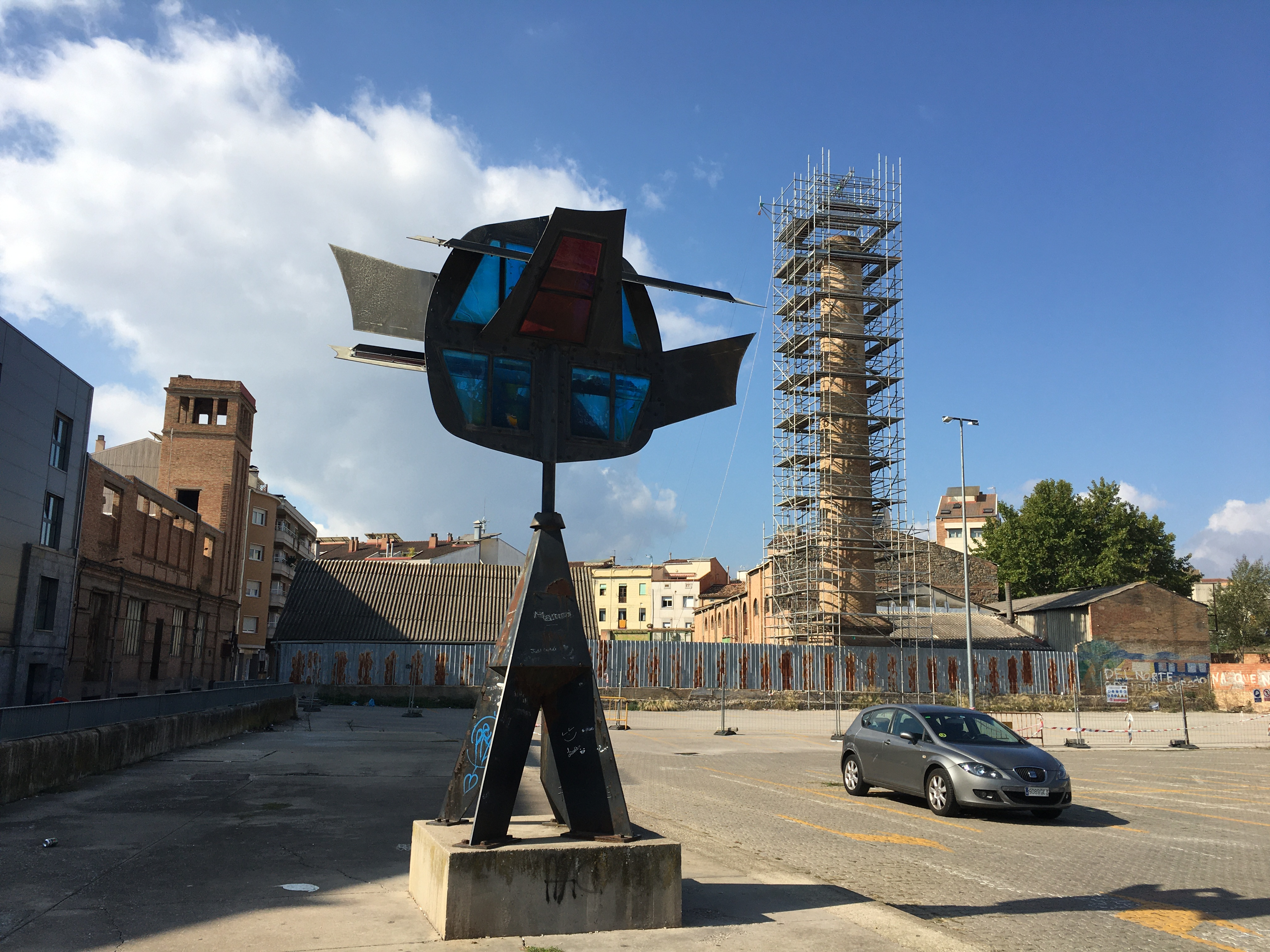
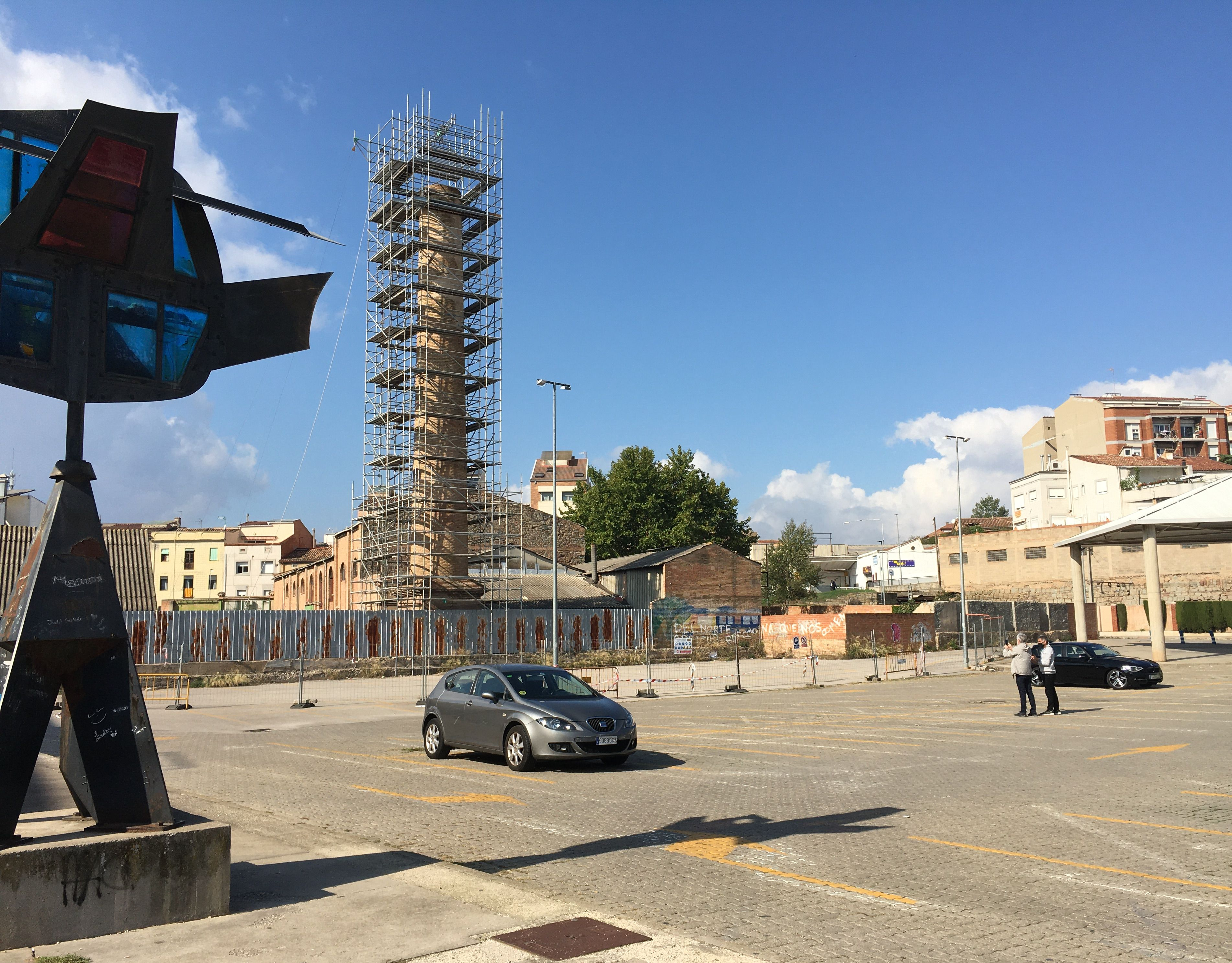
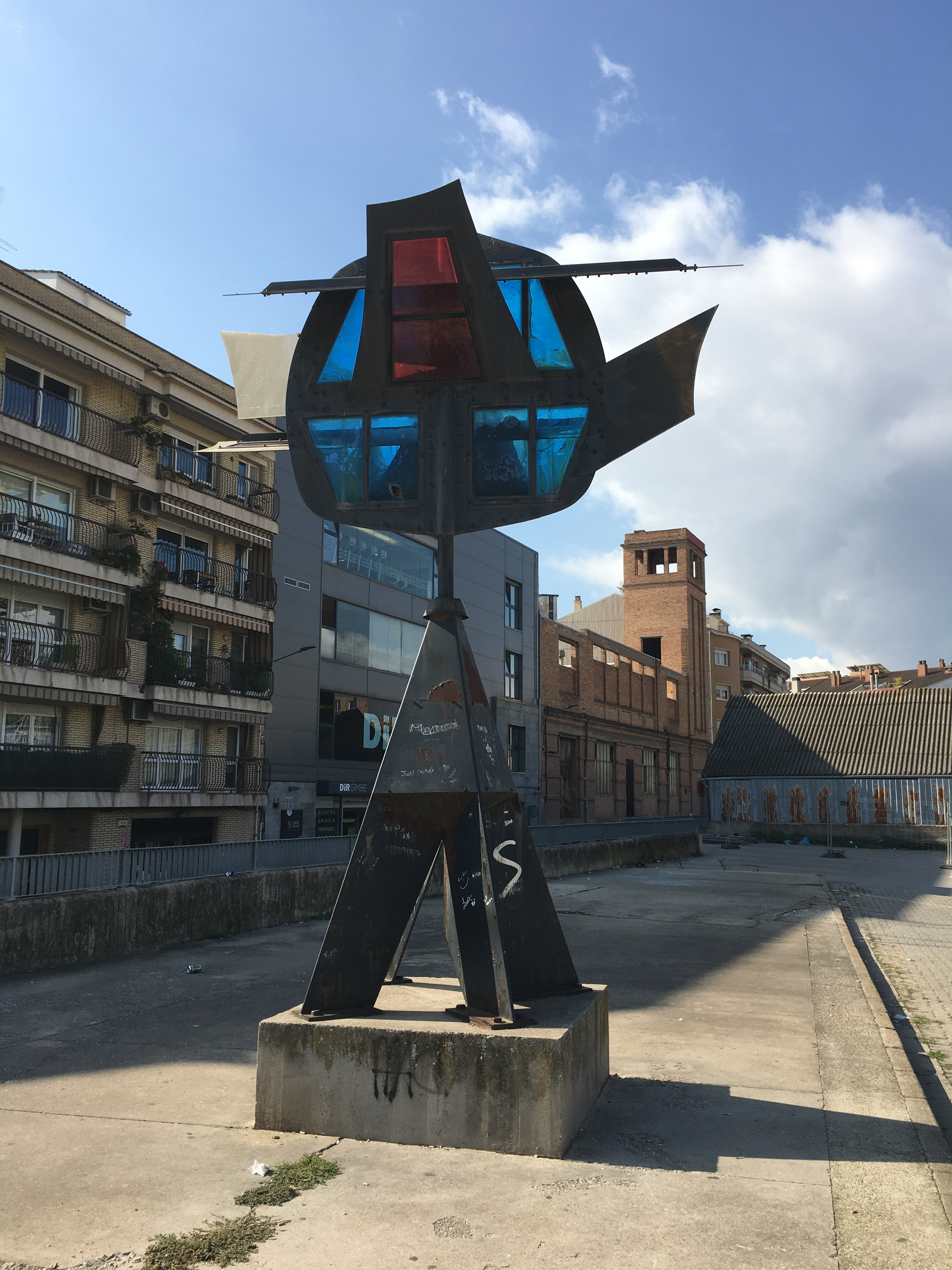
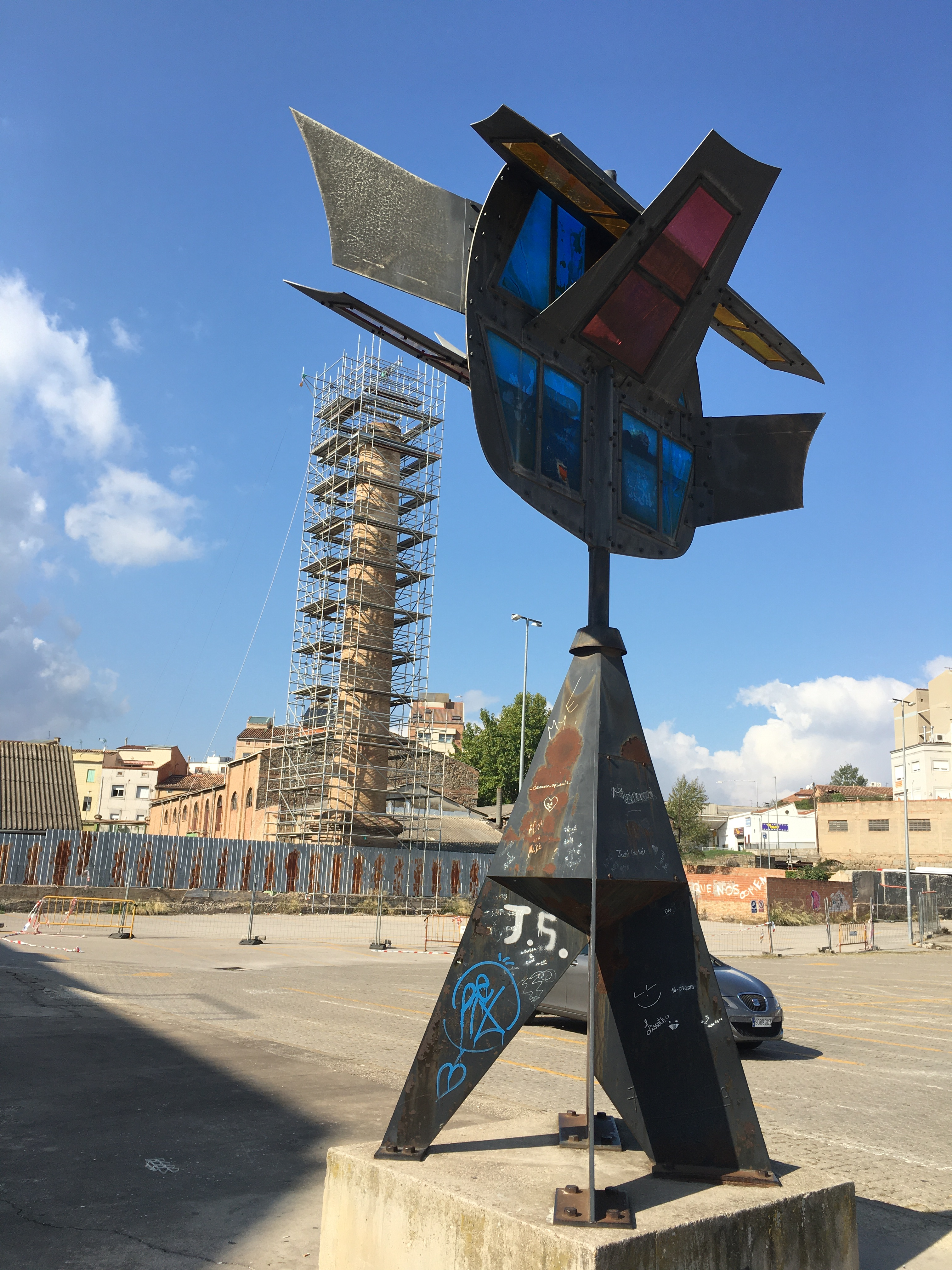

Diferents vistes de l'escultura